# Wouldn't Change a Thing
Wouldn't Change a Thing è un brano musicale della cantante australiana Kylie Minogue, pubblicato nel 1989 come singolo estratto dal suo secondo album in studio Enjoy Yourself. La canzone è stata prodotta da Stock, Aitken & Waterman.

## Tracce
CD
1. Wouldn't Change a Thing – 3:14
2. Wouldn't Change a Thing (Your Thang Mix) – 7:10
3. Je Ne Sais Pas Pourquoi (The Revolutionary Mix) – 7:16

7"
1. Wouldn't Change a Thing – 3:14
2. It's No Secret – 3:55

12"
1. Wouldn't Change a Thing (Your Thang Mix) – 7:10
2. It's No Secret (Extended) – 5:46
3. Wouldn't Change a Thing (Instrumental) – 3:17